# 謝緯
謝緯（1916年3月2日—1970年6月17日），白話字：Siā Hūi，臺灣南投縣南投市人，外科醫師、台灣基督長老教會牧師，為第二屆醫療奉獻獎得主。

## 生平
謝緯出生在臺灣日治時期的南投廳南投區南投街（今南投縣南投市），出身醫生家庭。外祖父為傳教士吳葛。父謝斌，母吳上忍。兄長謝經、弟謝綸。小學就讀南投公學校（今南投國民小學）。1928年，與兄長謝經考入臺中州立臺中第一中學校。畢業後，兄長進入台北高等學校，而後進入台北帝大醫學專門部；謝緯連續二年高等學校入學考試落榜，1934年念臺南神學院，受史懷哲、賀川豐彥等人的影響，以及該院院長巴克禮等人的薰陶。四年後進入東京醫學專門學校，1942年從醫專畢業後，曾在仙台市工作，受到美軍空襲。戰後1945年11月17日，與同在日本學醫的表妹楊瓊英在日本松崎町結婚，由中江英樹牧師主持證婚。次年夫妻一起返臺。
謝緯接下父親留下來的南投大同醫院。1947年，擔任臺中縣南投區名間鄉赤水教會義務傳道三年。1949年受封立為南投基督長老教會牧師。受芥菜種會創辦人孫理蓮影響，1950年到1951年參與門諾會的山地醫療團，巡迴於各山地部落行醫。起初每個月醫療團補助他美金60元，幾月後，他告訴團裡的牧師說自己將來不再領此津貼，還常在巡迴醫療旅途自掏腰包，招待同行的美國友人。
1951年10月，謝緯赴美深造，在美三年接受一般外科訓練。先後到過賓州大學附設醫院、紐約州的水牛城总医院。留美的最後一年，為籌措建立台灣山地肺結核療養院，他在美國募款，在回臺之前募得將近一千美元。一位捐贈者瑪喜樂之後來臺，成為謝緯的工作伙伴及英文秘書，並奉獻於臺灣。
1955年，孫理蓮邀請謝緯擔任基督教山地中心診所（埔里基督教醫院前身）首任院長。開辦的頭十幾年，謝緯擔負起多數的外科醫療，並擔起護理學校的教導工作。1956年，他在埔里鯉魚潭設立肺結核療養所，收容原住民病患。1965年，他赴日本數月，研習新的胸腔手術，以治療肺結核病人。
1960年，謝緯再應孫理蓮之邀，兼任北門烏腳病免費診所的義診醫師，參與王金河與孫理蓮在台南縣北門嶼（今臺南市北門區）的烏腳病患治療工作，為患者施以截肢手術。每週四，他從南投自己的大同醫院，帶領醫護人員，自費搭二個多小時的計程車到北門，工作到夜深接著再搭車趕回南投，如此工作十年。
1964年，謝緯任二林基督教醫院（今彰化基督教醫院二林分院）醫師，在世最後十年，謝緯於彰化縣二林鎮沿海地區醫療、傳道。1968年，任台灣基督教長老教會總會第15屆副議長，同年地方人士與國民黨南投縣黨部曾意徵召謝緯來競選南投縣長，被他所婉拒。1969年2月3日，擔任台灣基督長老教會總會第十六屆議長，被國民黨政府逼迫長老教會退出普世教会协会，他為維護教會，與政府周旋多時，最後保住總會在普世教会协会的席位。
1970年6月17日，謝緯帶領自己醫院的早禱，然後至埔里基督教醫院工作，中午回南投，午飯後休息幾分鐘，便準備趕往二林鎮就診。妻子勸再休息一下，謝緯回：「如果早一分到醫院，病人可以少受一分的痛苦，或者還可以救一條人命。」說完便開車出門，下午一點多時他開車至名間鄉一帶撞擊路樹，喪命。

## 身後
謝緯去世後，埔里鯉魚潭的肺結核療養所仍繼續由其弟謝綸及賴焱醫師及黃珠心女醫師經營約十年，直到黃珠心去世後才結束。該處療養所由謝緯家將該土地奉獻給台灣基督長老教會，成立現在的謝緯紀念青年營地。營地設有文物館、紀念禮拜堂，中有謝緯的醫療工具、老照片；戶外一塊大石上刻著謝緯的告白─「在我生命中最偉大的力量乃是上帝的存在」。
1992年，謝緯被追贈醫療奉獻獎，由遺孀楊瓊英代表受獎。
2001年1月，台南人光出版社出版由謝大立著作的《謝緯和他的時代》。

## 逸事
二林鎮有位急性盲腸炎患者半夜急診，指定謝緯開刀，醫院馬上以電話聯絡。謝緯沒有第二句話，只叫人員快準備，一個小時就包計程車從南投趕到。他還會吩咐人將十元紙幣放進某病人藥袋內，因病人拿了一週的藥，無車費可回家。